# Pată solară

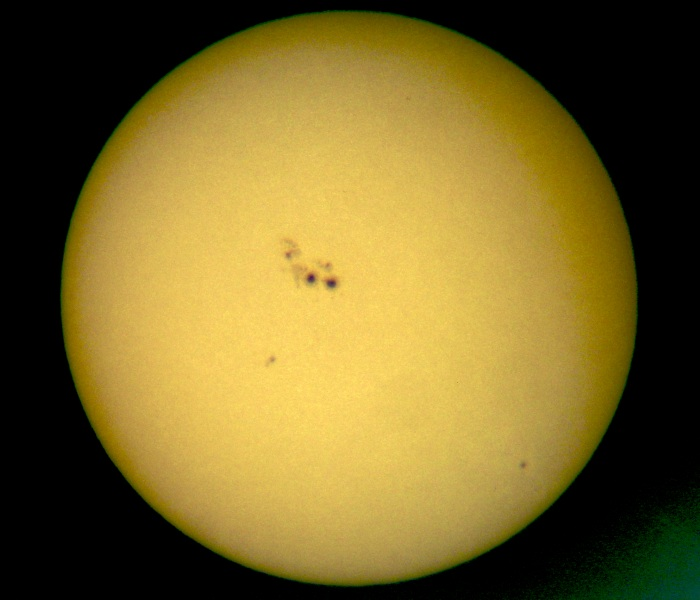
Pete solare

Structura Soarelui.
1 - Nucleu solar sau miezul.
2 - Învelișul miezului sau zona radiativă
3 - Zonă convectivă
4 - Fotosfera
5 - Cromosfera
6- Coroana solară
7 - Pete solare
8 - Granule
9 - Proeminențe

Petele solare sunt regiuni întunecate care apar pe discul solar.
Apar întunecate deoarece au numai 4.500 K în raport cu temperatura discului de cca. 6.000 K. Ele apar în regiuni mici, fin dantelate, mai strălucitoare, numite facule.
Petele nu sunt fixe pe suprafața solară, ci ele se deplasează, de la stânga spre dreapta, fapt care dovedește mișcarea de rotație a Soarelui în sens direct cu o perioadă de 25 de zile la ecuator și circa 35 de zile spre poli.
Așadar Soarele nu se rotește ca un obiect solid, ci diferențiat dovedindu-se astfel compoziția sa gazoasă.
Petele solare și faculele sunt formații fotosferice în continuă evoluție. Petele apar în urma unei erupții neregulate, apoi se rotunjesc, fiind înconjurate de penumbră, cu diametrul între 1.000 - 100.000 km. Adesea petele formează grupuri care se transformă în perechi de pete până dispar. Formarea petelor se atribuie unor fenomene legate de câmpurile magnetice și rotația diferențiată a Soarelui.
În urma câmpurilor magnetice, temperatura petelor este mai mică decât cea a fotosferei (deoarece câmpurile magnetice intense se opun transportului energiei spre exterior). Petele dispar după cca. trei săptămâni terestre. Fenomenul cel mai important este periodicitatea numărului petelor, având perioada medie de 11 ani. Petele sunt înzestrate cu un câmp magnetic puternic. Faculele sunt mai numeroase în jurul petelor, formând cu acestea regiuni active. Aria ocupată de facule este de 2,5 ori mai mare decât aria ocupată de petele solare. Au o viată mai lungă decât cea a petelor, dar mențin aceeași perioadă de 11 ani.

## Precauții la observarea petelor solare
| Caution | Observarea petelor solare este potențial periculoasă, ca și observarea Soarelui, când este realizată fără precauții și fără protecție (sunt necesare filtre adecvate montate în fața obiectivului instrumentului). În anumite condiții, este posibilă observarea petelor solare fără instrumente, când discul Soarelui este jos, deasupra orizontului, și suficient de întunecat de cețuri sau fum, însă această activitate este puternic descurajată din cauza riscurilor inerente izvorâte din aceste practici (cecitate parțială...) |

## Galerie

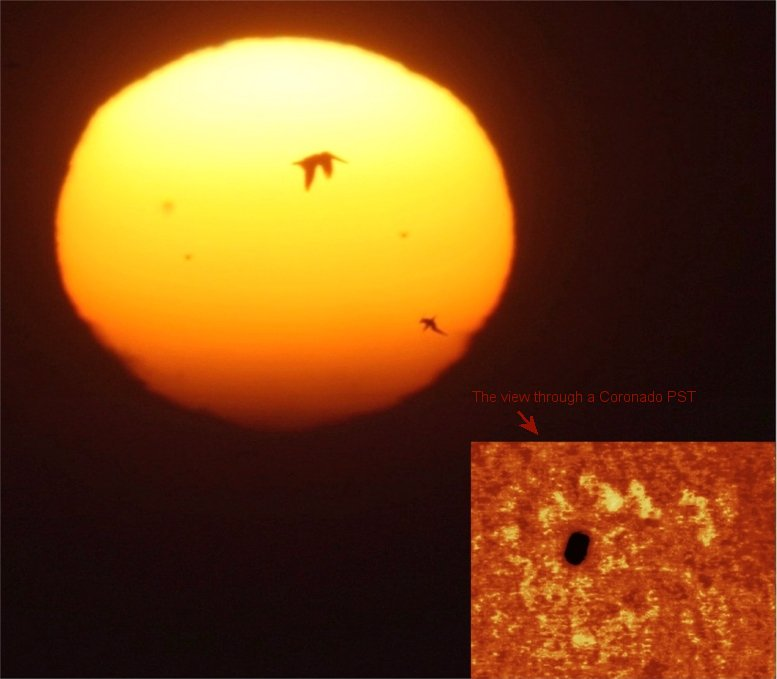
Pata #923
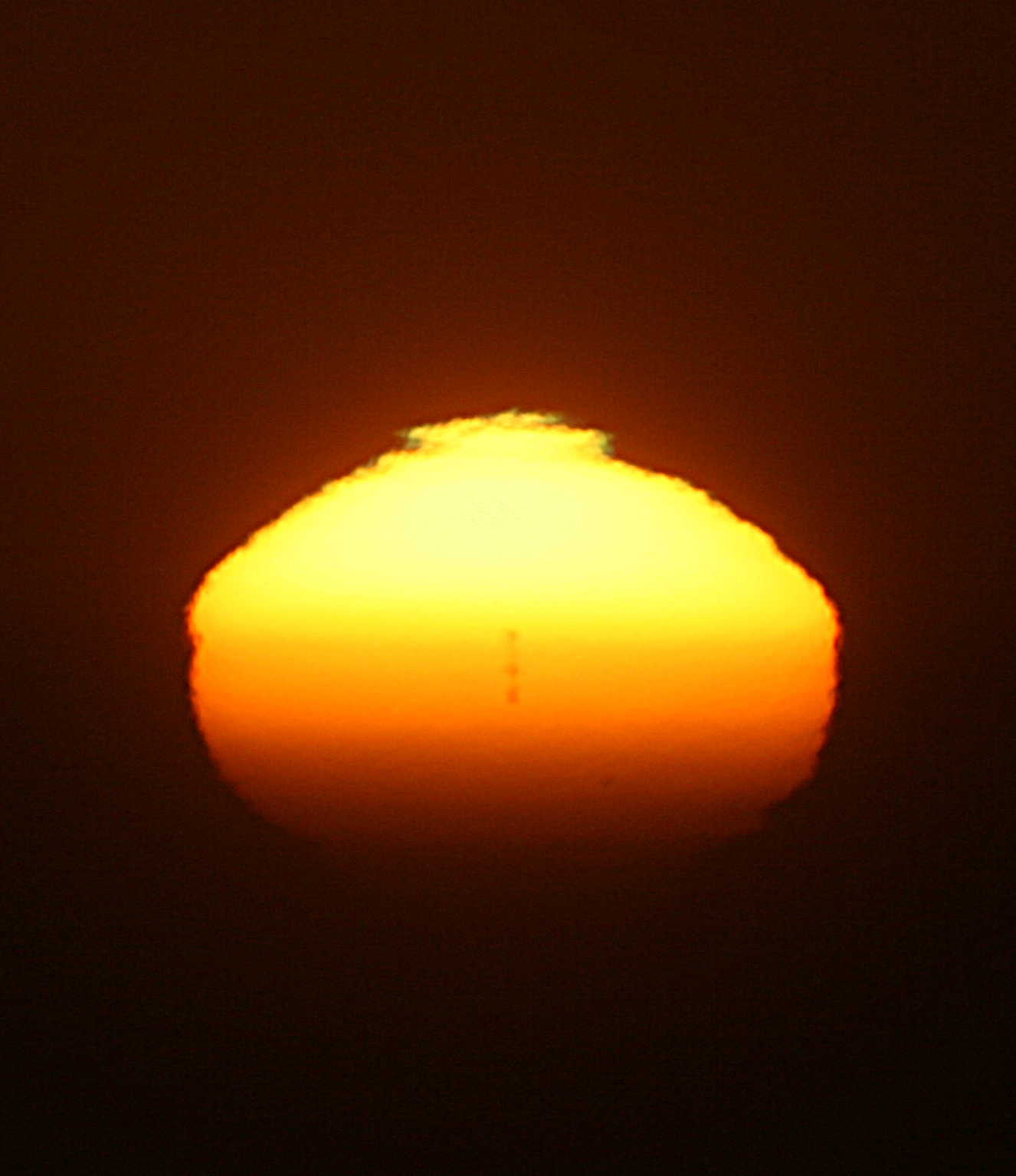
Miraj la apus, Pata #930
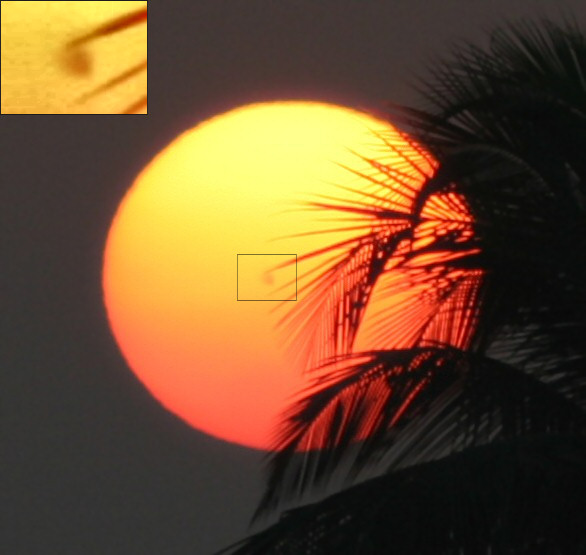
Apus de soare, Bangladesh, ianuarie 2004
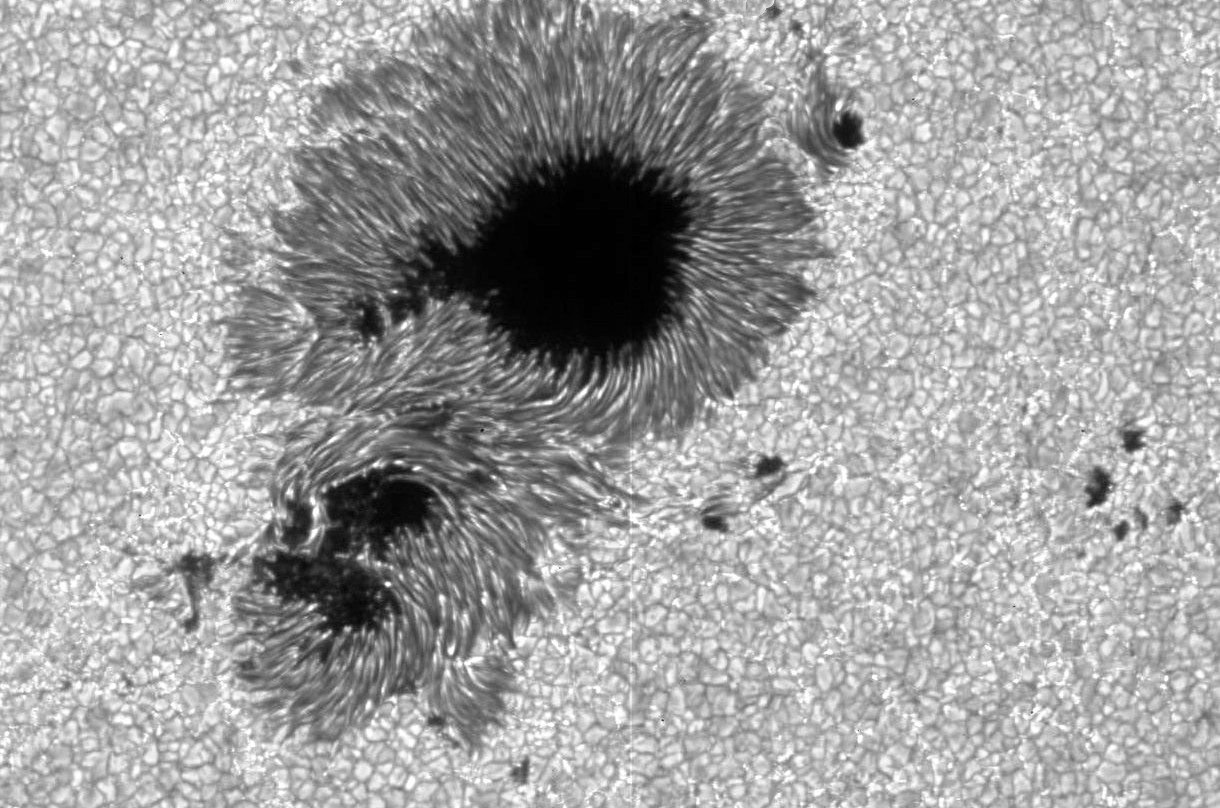
Structura de tip granule a suprafeței Soarelui și a petelor solare (dimensiune de aproximativ 20 000 km). Lumină vizibilă.
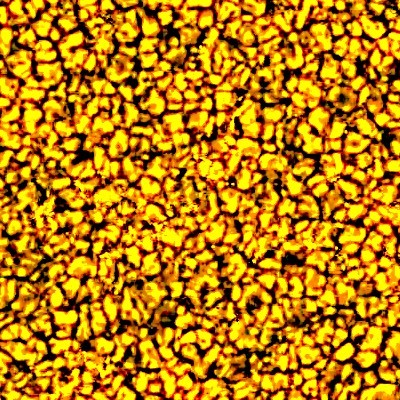
Granulație solară
Petele solare, fotografie realizată dimineața, folosind ceața ca și filtru de lumină.